# 26711 Rebekahbau
26711 Rebekahbau este un asteroid din centura principală de asteroizi.

## Descriere
26711 Rebekahbau este un asteroid din centura principală de asteroizi. A fost descoperit pe 24 martie 2001 la Socorro, New Mexico, în cadrul proiectului LINEAR. Asteroidul prezintă o orbită caracterizată de o semiaxă mare de 3,01 ua, o excentricitate de 0,12 și o înclinație de 8,9° în raport cu ecliptica.